# Jeannette d'Abadie
Jeannette d'Abadie, née dans les années 1590 à Ciboure en Gascogne, est une adolescente française ayant prétendu avoir été emmenée par le diable à un sabbat de sorcières. Son histoire est rapportée par Pierre de Lancre, dans son Tableau de l'inconstance des mauvais anges et démons, publié en 1612.

## Participation à un sabbat
Jeannette d'Abadie raconte qu'une dénommée Gratiane l'avait transportée une première fois au sabbat de sorcières, lorsqu'elle a seize ans. Pendant trois mois ensuite, elle veille plusieurs nuits dans l'église de Ciboure avec d'autres filles, et elle s’endort chez elle durant la grand'messe, le dimanche 13 septembre 1609. Le diable veut l'emporter au sabbat à ce moment-là, et il lui enlève l'amulette contre les enchantements qu'elle portait autour du cou. Jeannette raconte que cela est advenu plusieurs fois, même en plein jour,.
Jeannette affirme avoir eu des relations sexuelles avec le diable (dont le sperme était froid) et cent fois avec des hommes présents au sabbat. Elle et plusieurs autres personnes confirmèrent avoir vu le petit aveugle de Ciboure jouer de la flûte et du tabourin. La jeune fille dit avoir vu les sorcières fabriquer des poisons.